# Зубово (Оршанський район)
Зу́бово (біл. Зубава) — село в складі Оршанського району Вітебської області Білорусі. Село є центром Зубівської сільської ради.
Веска Зубово розташована на півночі Білорусі, у південній частині Вітебської області.